# Insar
Insar (mokxa: Инзара, Inzara; erzya: Инсар ош, Insar oš; rus: Инса́р) és una ciutat de la República de Mordòvia, a Rússia, segons el cens del 2020 tenia 7.665 habitants.